# Cappella di San Giovanni Battista in San Salvatore
La cappella di San Giovanni Battista nella chiesa di San Salvatore a Brescia è una cappella situata al centro della navata nord della chiesa. Attestata a partire dal XIV secolo, ospita una serie di affreschi del periodo, in particolare le Storie di san Giovanni Battista di anonimo maestro lombardo. La cappella è oggi visitabile all'interno del percorso espositivo del museo di Santa Giulia.

## Storia
La navata settentrionale della chiesa di San Salvatore, integra dal tempo dell'edificazione della chiesa nell'VIII secolo, subisce profonde alterazioni almeno a partire dal XIV secolo, quando il muro perimetrale viene sfondato per l'apertura di alcune cappelle, tra cui quella in questione, nominata per la prima volta proprio in un documento del 1375. Essa ospitava un altare dedicato al santo e il fonte battesimale.
L'ambiente subisce, probabilmente poco tempo dopo la sua costruzione, un intervento decorativo ad affresco centrato su episodi della vita di san Giovanni Battista. Il ciclo, all'epoca molto più esteso, viene parzialmente distrutto già nel XV secolo quando la parete est, che separava la cappella di San Giovanni da quella adiacente, viene sfondata per aprire un unico ambiente oblungo, ancora esistente, aperto sull'aula della chiesa da un doppio fornice archiacuto poggiante al centro su una poderosa colonna in pietra. Un progressivo degrado è registrabile nei secoli successivi, a causa dei vari rimaneggiamenti della cappella e, soprattutto, dell'incuria alla quale furono abbandonati i locali del monastero dopo la sua soppressione nel 1797.
La cappella assolve alle funzioni religiosi per i secoli successivi, fino alla soppressione del monastero nel 1797 e alla sua conversione a caserma, dopo la spoliazione di ogni bene. Non è nota la destinazione del piccolo ambiente nei decenni successivi, durante i quali subisce comunque un forte degrado a causa dell'incuria e dell'assenza di manutenzione. Completamente restaurata nella seconda metà del Novecento, con l'apertura del museo di Santa Giulia alla fine del secolo viene inserita nel percorso espositivo, anche se ormai priva dell'originale arredo liturgico.

## Descrizione
La cappella si presenta nelle fattezze assunte durante il notevole intervento quattrocentesco che ha collegato le due cappelle adiacenti per la creazione di un unico ambiente. L'eliminazione del muro centrale viene risolta predisponendo un arco tra le due volte delle ex cappelle, poggiante a nord su un nuovo pilastrino e a sud su una possente colonna con capitello cubico, pienamente quattrocentesca. I due archi acuti aperti lungo il muro perimetrale della chiesa sono stati invece notevolmente ridotti nelle dimensioni e nell'ampiezza, e resi inoltre a tutto sesto, durante un intervento successivo, databile al XVI-XVII secolo, che ne ha ridotto la luce. Il restauro novecentesco, comunque, ha messo in luce il profilo originario del doppio fornice, a cui sono riferiti lacerti di affreschi che ne seguivano l'andamento.
La metà ovest dell'ambiente conserva i due fronti originali della cappella di San Giovanni trecentesca, decorati dai riquadri superstiti delle Storie di san Giovanni Battista, riferibili a un anonimo maestro lombardo del periodo. La muratura di testa a est, invece, presenta a sua volta un trittico dipinto ad affresco, molto rovinato da abrasioni e cadute di intonaco. Il dipinto doveva ornare la cappella adiacente a quella di San Giovanni prima della fusione tra le due: vi si leggono una Madonna col Bambino nel riquadro centrale, affiancata da altre figure, forse un San Sebastiano in quello di destra e un altro santo, difficilmente identificabile, in quello di sinistra.